# Блох, Эрих
Эрих Блох (англ. Erich Bloch; 9 января 1925, Зульцбург — 25 ноября 2016, Вашингтон) — американский инженер в отрасли электроники.
Член Национальной инженерной академии США (1980).

## Биография
Родился 9 января 1925 года в Зульцбурге (Германия), в состоятельной еврейской семье. Его родители погибли во время Холокоста, а он сам пережил войну в лагере для беженцев в Швейцарии. Окончил Федеральный политехнический институт Цюриха по специальности электротехника. Диплом бакалавра по этой же специальности он получил уже в Университете города Буффало в 1952 году. С 1952 по 1955 Блох продолжил обучение в Университете города Сиркузи. В 1952 он начал работать в корпорации IBM. В конце 50-х и начале 60-х он участвовал как менеджер-разработчик в создании суперкомпьютера IBM 7030 Stretch. В 1962 году возглавил работы по программе технологии, в рамках которой создавалась вся микроэлектроника для компьютеров System/360. Потом Блох занял пост вице-президента подразделения данных систем Отдел и генерального менеджера производства Ист Фишкилл, на котором производились полупроводниковые компоненты, которые используются в семействах продуктов IBM. В 1981 году Блох стал корпоративным вице-президентом по работе с техническим персоналом. С 1981 по 1984 годы он занимал пост председателя группы исследованию полупроводников кооператива, объединяющей ведущие компьютерные и электронные фирмы, финансирующие университеты, ведущие передовые исследования. С 1984 по 1990 год Блох был директором Национального научного фонда США.
В 1984 году Блох был избран иностранным членом Шведской королевской академии инженерных наук.